# Ein rastloses Leben
Ein rastloses Leben (Originaltitel: Anthony Adverse) ist ein US-amerikanischer Abenteuerfilm aus dem Jahr 1936. Der Film entstand nach dem Entwicklungsroman Antonio Adverso von Hervey Allen.

## Handlung
Der Film erzählt die Lebensgeschichte von Anthony Adverse, ein Abenteurer im frühen 19. Jahrhundert. Seine Mutter ist Maria Bonnyfeather, die eine Liebesaffäre mit Denis Moore hat. Sie wird schwanger und ihr Ehemann Marquis Don Luis bekommt heraus, dass nicht er der Vater ist, sondern Denis Moore. In einem Duell tötet er Denis Moore. Don Luis flüchtet mit seiner schwangeren Frau aus Italien. Nach der Geburt des Sohnes stirbt Maria im Wochenbett. Der Vater gibt das Kind in einem Kloster ab. Dort erhält er den Namen Anthony und wird zu einem christlichen Mann erzogen. Später nimmt ihn sein Großvater John Bonnyfeather auf, ohne dass der Junge um diese verwandtschaftliche Beziehung weiß. John gibt ihm den Nachnamen Adverse.
Jahre später verliebt sich der junge Anthony in Angela Giuseppe und heiratet die junge Frau. Kurze Zeit später muss Anthony nach Kuba aufbrechen. Angela versteht dies als eine Trennung und beginnt eine Karriere als Opernsängerin. Von Kuba kommt Anthony nach Afrika, wo er in Sklavengeschäfte involviert wird. Als er später nach Italien zurückkehrt, muss er feststellen, dass John Bonnyfeather gestorben ist und seine Haushälterin Faith Paleologus sein Vermögen an sich gerissen hat. Außerdem ist sie mit Don Luis verheiratet. Anthony reist nach Paris, um dort um sein Erbe zu streiten. In Paris trifft er seinen Freund Vincent Nolte wieder. Nolte ist Bankier und Anthony rettete ihn einst vor der Pleite. In Paris findet er Angela wieder. Sie ist Mutter seines Sohnes, mittlerweile ein Opernstar und Geliebte von Napoleon Bonaparte. Anthony entreißt ihr den Sohn und flieht mit ihm in die Vereinigten Staaten, wo er ein neues Leben beginnen möchte. Im damals mexikanischen El Paso lassen die beiden sich schließlich als Farmer nieder.

## Hintergrund
Der epische breite Entwicklungsroman von Hervey Allen umfasst 1.224 Seiten. Dieses monumentale Werk wurde von Drehbuchautor Sheridan Gibney auf ein Script für 140 Minuten umgeschrieben und minimalisiert. Regisseur Mervyn LeRoy stand Michael Curtiz als Regieassistent zur Seite. Curtiz erschien allerdings nicht in den Credits.
Der Roman soll durch das Leben des aus Hamburg stammenden Kaufmanns David Parish (1778–1826), einem Sohn von John Parish, inspiriert worden sein. Vincent Nolte (1779–1856) war ebenfalls ein Hamburger Kaufmann, der sich später in Amerika niederließ.
In Deutschland kam der Film nie in die Kinos. Die deutsche Erstaufführung war erst am 1. November 1992 im ZDF.

## Kritik
„Überlanger, spektakulärer Historienfilm nach Motiven eines seinerzeit populären Entwicklungsromans, der aus heutiger Sicht pathetisch und gestelzt erscheint und allenfalls noch durch die hervorragende Fotografie und die außergewöhnliche Musik fesselt.“

## Auszeichnungen
Der Film für sieben Oscars nominiert und erhielt bei der Oscarverleihung 1937 insgesamt vier Auszeichnungen. Gale Sondergaard wurde in der Kategorie Beste Nebendarstellerin ausgezeichnet, Erich Wolfgang Korngold in der Kategorie Beste Filmmusik. Ein rastloses Leben erhielt zwar nicht den Oscar in der Kategorie Bester Film, dieser ging an Der große Ziegfeld, konnte dennoch mit vier Auszeichnungen die meisten Oscars in diesem Jahr gewinnen.